# Diane (rivière)
Pour les articles homonymes, voir Diane.
La Diane est une rivière française de Normandie, affluent du Noireau (rive gauche), dans les départements du Calvados et de l'Orne.

## Géographie

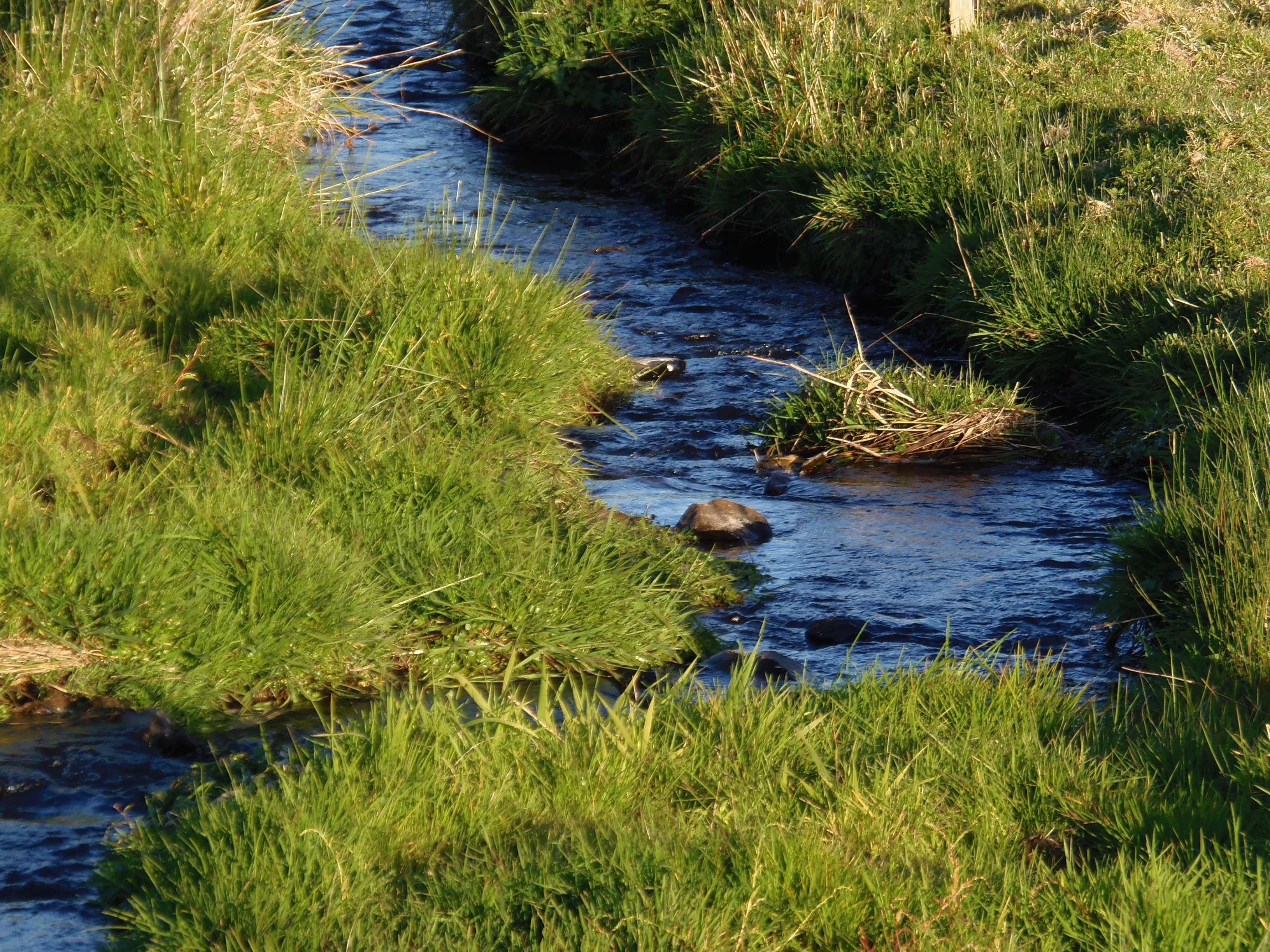
La Diane à Truttemer-le-Grand, près de sa source.

La Diane prend sa source sur le territoire de la commune de Truttemer-le-Grand, au nord-est du bourg, et prend la direction du nord-est puis de l'est. Elle se joint aux eaux du Noireau entre Saint-Pierre-d'Entremont et Montsecret, après un parcours de 17,7 km entre Bocage virois et Bocage flérien.